# Regione Metropolitana di Vale do Rio Cuiabá
La Regione Metropolitana di Vale do Rio Cuiabá è un'area metropolitana del Brasile, ubicata nello Stato del Mato Grosso, ufficialmente costituita nel 2009. Secondo le stime dell'IBGE aveva nel 2014 una popolazione di 982.258 abitanti.
La regione è composta soltanto dalle quattro municipalità di Cuiabá, Várzea Grande, Santo Antônio do Leverger e Nossa Senhora do Livramento, ma 9 altre municipalità gravitano in qualche modo su di essa.

## Comuni
Comprende 4 comuni:
- Cuiabá
- Várzea Grande
- Santo Antônio do Leverger
- Nossa Senhora do Livramento